# سانكين كوتاي

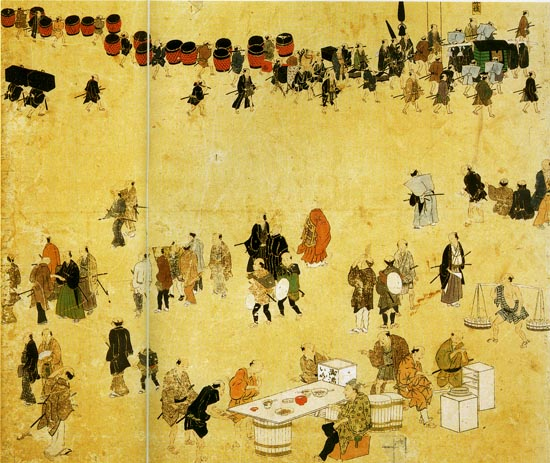
لوحة تصور مجموعة من التجار والمسافرين ينظرون على موكب الدايميو.

سانكين كوتاي (باليابانية: 参勤交代) وتعني حرفيا «الحضور المتعاقب» كان عبارة عن سياسة وضعها الشوغون خلال فترة إيدو بهدف التحكم بالدايميو.
السانكين كوتاي يقوم على انتقال الدايميو من إقطاعته ليقيم في إيدو بحيث يمضي أعوام متعاقبة بين المكانين. المصاريف التي كانت تتطلبها عمليات الانتقال والإقامة كانت تضع الدايميو تحت عبء مادي كبير تمنعه من الانخراط في الحرب، كما أن الانتقال المتكرر شجع على إنشاء الطرق وبناء الحانات مما شجع الحركة الاقتصادية على طول الطرق.

## تاريخ
بدأ تقليد سانكين كوتاي على يد تويوتومي هيده-يوشي إلا أنه أصبح إلزاميا مع وضع قانون خاص به في عام 1635، واستمر ذلك القانون حتى عام 1862.